# Petronėlė Česnulevičiūtė
Petronėlė Česnulevičiūtė (n. 23 februarie 1925, Perloja, județul Alytus – d. 11 mai 2011, Vilnius) a fost o dramaturgă și traducătoare lituaniană.

## Biografie
A urmat studiile secundare la Utena, Biržai și Alytus, apoi a lucrat la școala din Perloja (1943-1945). A studiat apoi limba lituaniană la Institutul Pedagogic din Vilnius (1945-1949), apoi a predat la Institutul Pedagogic din Šiaulių (1949-1953), la Institutul de limbă și literatură lituaniană (1953-1963) și la Universitatea din Vilnius (1963-1988). În 1959 a obținut titlul științific de candidat în filologie.

## Onoruri
- 1975 - profesor emerit al RSS Lituaniene
- 2008 - cetățean de onoare al orașului Perloja [6]

## Scrieri
- Kaltininkai, piesă de teatru, 1959.
- Vienas epizodas, piesă de teatru, 1959.
- Jų pirmoji diena, piesă de teatru, 1961.
- Lazdynų Pelėdos kūryba, studiu, 1962.
- Giesmė apie Strazdą, piesă de teatru TV, 1963.
- O debesys plaukia ir plaukia, piesă de teatru, 1964.
- V. Krėvė. Rinktiniai raštai, rengėja, 3 t. 1982.
- Šimtas teatro mįslių. – Vilnius: Vaga, 1974. – 374 p., 2 leid. 1985.
- Vincas Krėvė, knyga moksleiviams. – Kaunas: Šviesa, 1976. – 117 p., 2 leid. 1982.
- Dramos pasaulis: knyga mokyklai. – Vilnius: Lietuvos rašytojų sąjunga, 1996. – 213 p.
- Daugiaveidis dramos gyvenimas teatre. – Vilnius: Lietuvos rašytojų sąjunga, 1998. – 158 p.
- Kovojanti Perloja, dokumentika, 1998. – 215 p.
- Perloja, 1378–1923. – Vilnius: Arx Baltica, 2008. – 215 p.: iliustr. – ISBN 978-9955-39-014-5

## Traduceri
- Mihail Sadoveanu, Gėlių sala (Nada Florilor), Vaga, Vilnius, 1980.